# 梓川電力
梓川電力株式会社（あずさがわでんりょく かぶしきがいしゃ）は、昭和戦前期に存在した日本の電力会社である。長野県を事業地とする発電専業の事業者で、社名にある梓川に水力発電所を構えた。
会社設立は1924年（大正13年）。長野県北信地方の中核電力会社である長野電灯・信濃電気の折半出資による起業である。信濃川水系の梓川にて電源開発を進め、1928年（昭和3年）に最初の発電所を、1936年（昭和11年）に2つ目の発電所を完成させた。電力国家管理政策に従い1941年（昭和16年）に国策電力会社日本発送電へと設備を出資し解散した。

## 会社設立
長野県中信地方を流れる梓川（犀川上流部）は、飛騨山脈の槍ヶ岳を水源とする信濃川水系の河川である。この梓川では、大正時代後期、1920年代に入ると水力発電所の建設が進行した。その担い手となった電力会社の一つに梓川電力株式会社がある。
梓川における電源開発は、梓川電力に先駆けて京浜電力（初代）という別会社によって着手された。同社は横浜市にあった電力会社横浜電気の傍系会社として1920年（大正9年）3月に発足。親会社が関東地方最大の電力会社東京電灯に合併されたのち、1923年（大正12年）3月に東筑摩郡波多村字竜島（現・松本市波田）にて竜島発電所（出力2万50キロワット）を完成させた。京浜電力は社名が示すように京浜地方への電力供給を目的としており、横浜近郊の神奈川県鎌倉郡戸塚町（現・横浜市戸塚区）に横浜変電所を新設、竜島発電所から横浜変電所へと至る長距離送電線「京浜線」（のちの「甲信線」）を発電所と同時に建設している。

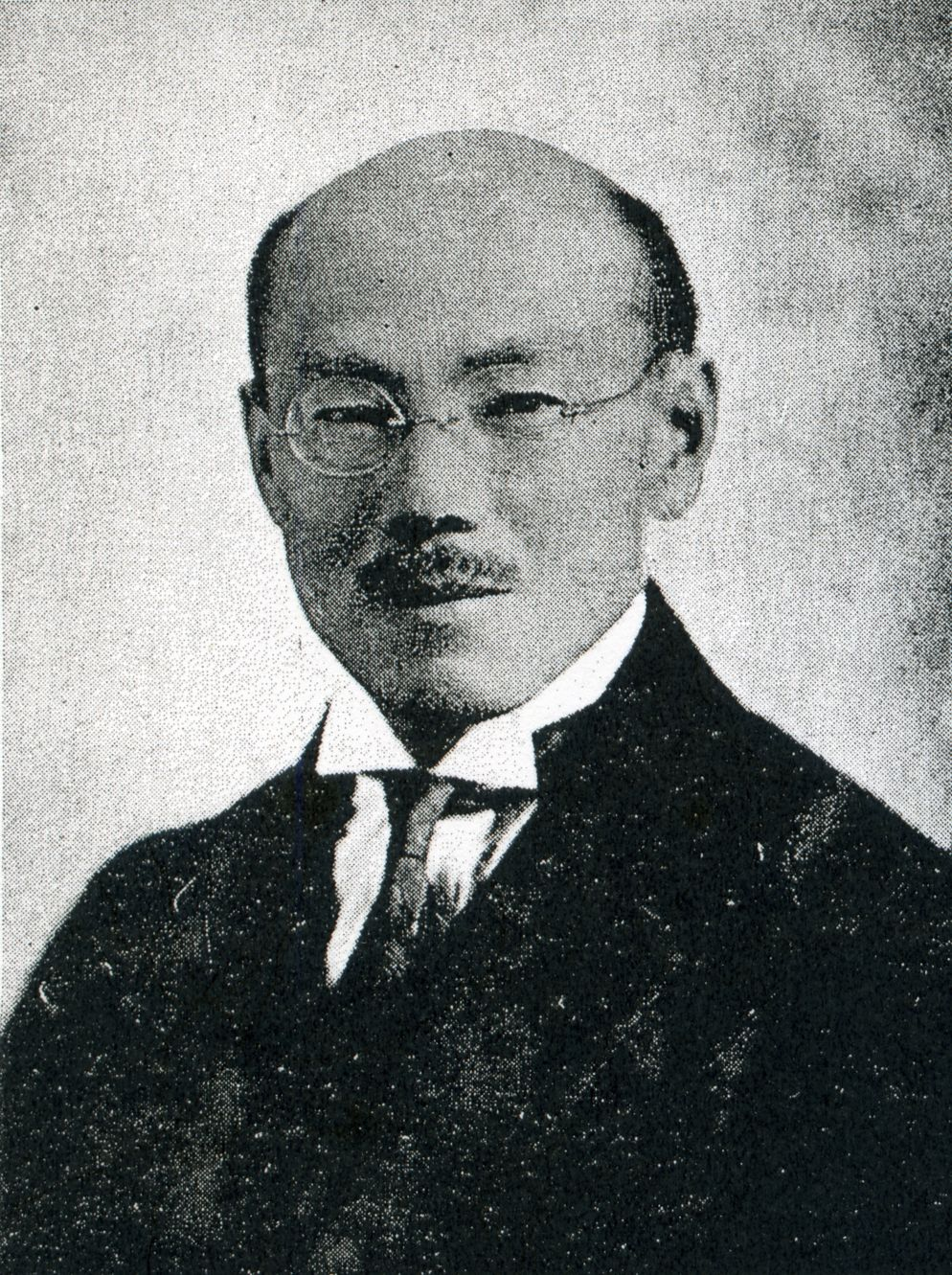
梓川電力・長野電灯社長小坂順造

京浜電力が設立されたころ、長野県当局では梓川上流部に関する水利権出願を審議中であった。県は1919年末の段階においては、梓川上流部では京浜電力発起人（1914年1月出願）・飯田慶司ら「大正電気工業」発起人（1916年2月出願）・藤原銀次郎ら「信陽電業」発起人（1917年7月出願）・諏訪部庄左衛門ら「梓電化工業」発起人（1918年3月出願）の4グループから出願を受け付けていた。審査の末に4グループの出願のうち計画が重複しない「信陽電業」発起人と「梓電化工業」発起人に水利権が許可される運びとなると、両者は許可直前の1923年4月に合同して「梓川電力株式会社」発起人となる旨を県に申し入れた。同年6月30日、梓川電力発起人に梓川の水利権2地点が許可される。そして翌1924年（大正13年）12月9日付で長野市内で創立総会が開かれ、梓川電力は発足した。
先行する京浜電力が関東地方にある電力会社の系列であったのに対し、梓川電力は地元長野県の電力会社である長野電灯・信濃電気の共同出資によって設立された点を特徴とする。親会社にあたる長野電灯は1897年（明治30年）長野市に、信濃電気は1903年（明治36年）上高井郡須坂町（現・須坂市）にそれぞれ設立。両社は長野市内への供給で一時競合関係にあったが、1910年（明治43年）に妥協が成立して以来、1920年代に至るまで長く協調関係が続いていた。設立時点での梓川電力の資本金は300万円。株式は長野電灯と信濃電気が半数ずつ持ち、役員も両社から同数ずつ出された。社長には小坂順造（長野電灯社長）、副社長には小田切磐太郎（信濃電気副社長）が就任。本店は長野市大字長野西町に置かれた。

## 発電所建設

### 霞沢発電所の建設

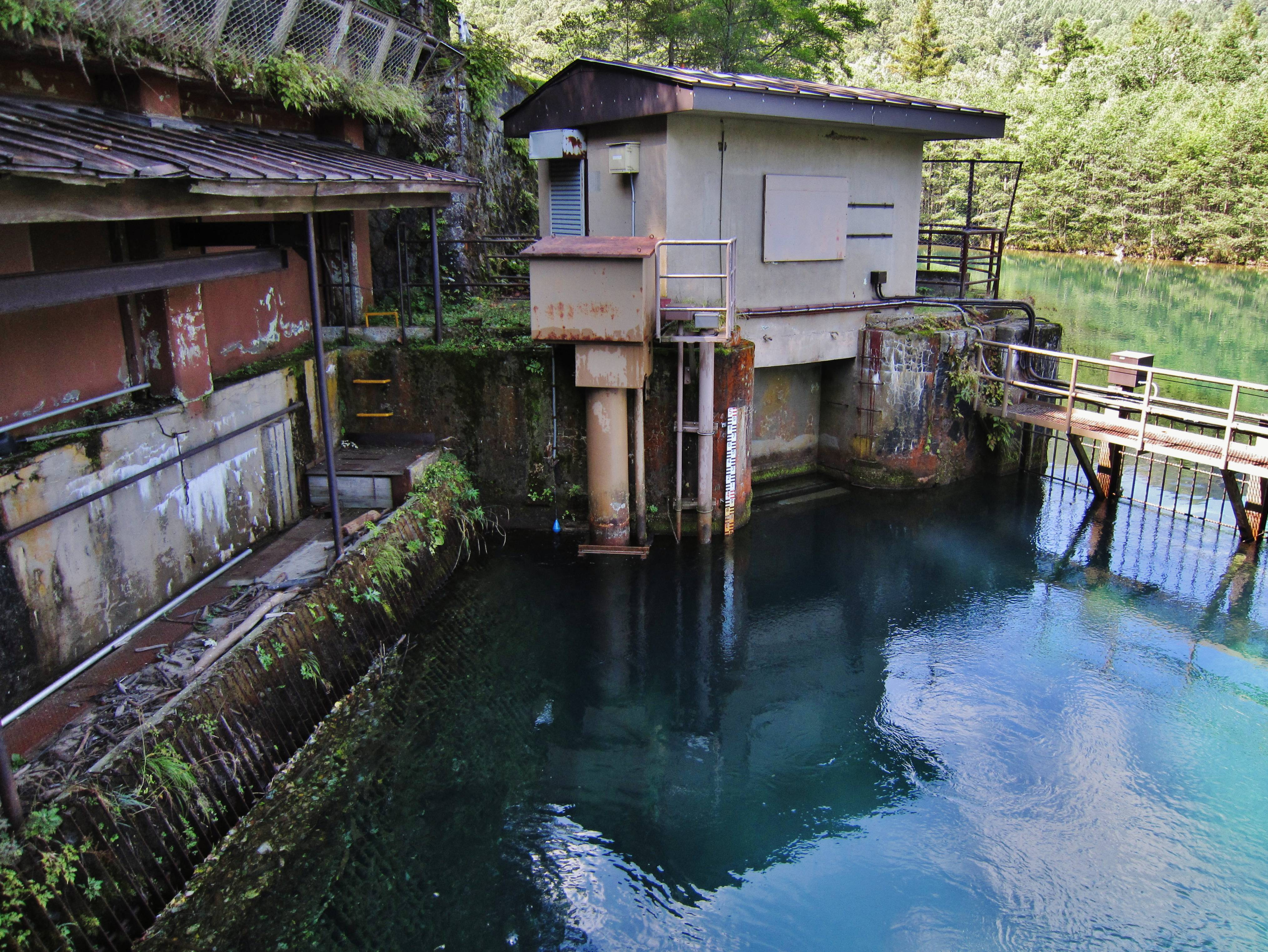
大正池にある霞沢発電所取水設備（2011年）

霞沢発電所の位置 ： 北緯36度10分15.7秒 東経137度38分48.9秒 / 北緯36.171028度 東経137.646917度
会社設立から2年経った1926年（大正15年）11月、梓川電力は霞沢発電所の建設に着手した。発電所は2年後の1928年（昭和3年）11月9日付で落成。25日付で逓信省からの仮使用認可が下り12月1日より送電が開始された。
霞沢発電所は梓川上流部にある大正池に取水口を有する。取水口の下流側に高さ約7メートルの堰堤があり、大正池自体を発電所の調整池として活用している。取水口から取り入れられた水は梓川左岸に通された全長7.65キロメートルの水路にて南安曇郡安曇村字霞沢（現・松本市安曇）にある発電所建屋まで導水される。発電設備はフォイト製横軸ペルトン水車3台およびAEG製1万3000キロワット発電機3台からなり、最大3万1100キロワットの電力を発電する。発生電力の周波数は送電先の都合から50ヘルツの設定だが、発電所設置許可の条件に50ヘルツ・60ヘルツ両用設備の設置が含まれるため、水車ランナーの取り替えおよび発電機結線の変更だけで60ヘルツでの発電も可能である。
霞沢発電所の発生電力は、梓川電力の親会社である長野電灯・信濃電気にはこれを消化できる需要が存在しないため、すべて東京電灯へと供給された。霞沢発電所の発生電力はまず京浜電力（2代目で1925年設立）が発電所に隣接して設置する霞沢変電所へと送られ、154キロボルトの電圧まで昇圧される。その先は京浜電力の送電線によって同社の奈川渡発電所経由で竜島発電所へと送電された。東京電灯は1925年に竜島発電所や甲信送電線を建設した初代京浜電力を吸収しており、霞沢発電所完成の段階ではこの竜島発電所が自社送電線の起点である。
このように東京電灯に対する電力供給を事業とした梓川電力であるが、当初は正規の電気事業者ではなく「自家用電気工作物施設者」の扱いを受けていた。1932年（昭和7年）の改正電気事業法施行ののちは梓川電力も正規の電気事業者（特定供給事業者）として扱われている。

### 沢渡発電所の建設

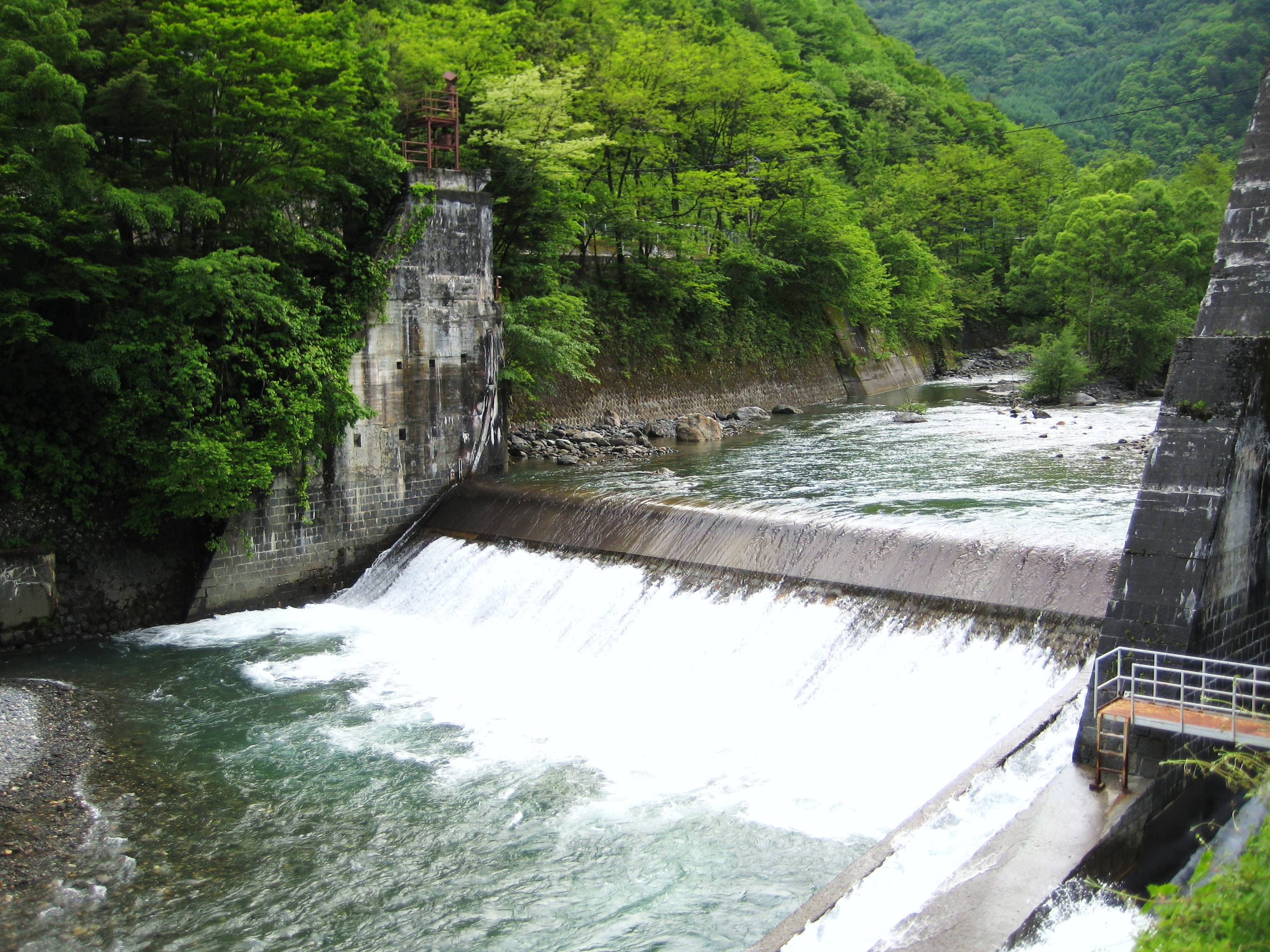
沢渡発電所取水堰堤（2008年）

沢渡発電所の位置 ： 北緯36度9分52.7秒 東経137度39分49.0秒 / 北緯36.164639度 東経137.663611度
霞沢発電所の下流には、2代目の京浜電力によって1925年に建設された奈川渡（ながわと）発電所が存在した。この奈川渡発電所の梓川取水口は霞沢発電所の下流にある。霞沢発電所と奈川渡発電所梓川取水口の間には水力発電のための落差が未利用のまま残ることから、梓川電力はこの地点を沢渡発電所（さわんどはつでんしょ）として開発する計画を立て、1935年（昭和10年）11月に着工した。沢渡発電所の送電開始は翌1936年（昭和11年）12月1日からである。
沢渡発電所は、霞沢発電所建屋に隣接する位置に梓川を横断する形で取水堰堤を有する。取水口で取り入れられた梓川の水は霞沢発電所の放水と合流して水路（全長1.58キロメートル）へと入り、安曇村字霞沢にある発電所建屋まで導水される。発電設備は電業社製縦軸フランシス水車2台および芝浦製作所製2400キロボルトアンペア発電機2台からなる。発電所出力は最大4000キロワット。発電後の放水は梓川本流または奈川渡発電所沈砂池へと流される。
沢渡発電所に関する送電線は、霞沢発電所との間を連絡する「沢渡連絡線」（送電電圧6.6キロボルト）があった。沢渡発電所の発生電力についても東京電灯への売電を契約していた。

### 開業後の経営

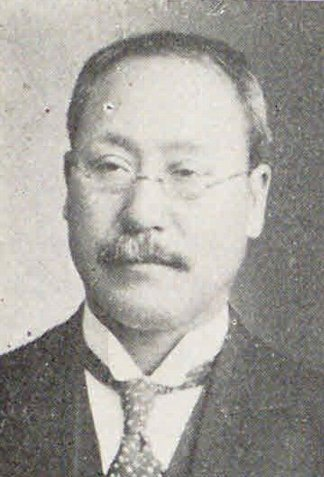
1931年まで副社長を務めた小田切磐太郎

霞沢発電所完成後の1929年（昭和4年）3月29日、梓川電力は倍額増資を決議し資本金を600万円に増額した。また同年7月には小坂順造が社長を辞任し社長不在（小田切磐太郎は副社長のまま）となった。小坂は長野電灯社長からも退き濱口雄幸内閣の拓務政務次官に転じている。
1930年（昭和5年）になると長野電灯が信濃電気を傘下に収めた。長野電灯・信濃電気・梓川電力3社の1933年時点での資本関係は、長野電灯が信濃電気の株式6万3830株（総株数の19パーセント）と梓川電力の株式5万800株（同42パーセント）を持ち、信濃電気が梓川電力の株式3万7400株（同31パーセント）を持って、さらに梓川電力が長野電灯の株式5438株（同1.7パーセント）を持つ、というものであった。また1931年（昭和6年）、小坂順造が政務次官を辞任して実業界に復帰した。梓川電力でも同年5月に小坂が社長に復帰し、反対に小田切が副社長から退いた（以後副社長不在）。さらに小坂の社長再任と同時に長野市内から東京市への本店移転も決議された。移転後の本社は東京市麹町区丸ノ内2丁目2番地（現・千代田区丸の内）の丸ノ内ビルヂングである。
1937年（昭和12年）、親会社の長野電灯と信濃電気が合併し、新会社・長野電気株式会社が発足した。合併後も梓川電力の親会社は長野電気であり、1941年4月末時点では長野電気が10万1850株（総株数の85パーセント）を持つ筆頭株主である。

## 電力国家管理に伴う処理
1930年代後半に入ると、政府による電気事業の管理・統制を目指すいわゆる「電力国家管理」政策が政府内で具体化されるようになり、日中戦争勃発後の1938年（昭和13年）4月、国策会社日本発送電を通じた政府による発送電事業の管理を規定する「電力管理法」と関連法3法の公布に至った。
翌1939年（昭和14年）4月1日、電力国家管理の担い手たる日本発送電株式会社が発足する。設立に際し全国の事業者から出力1万キロワット超の火力発電所と主要送電設備が現物出資の形で日本発送電へと集められており、梓川電力自体は出資対象外であるが、関連する範囲では竜島発電所と戸塚変電所を結ぶ東京電灯の甲信線が日本発送電に渡った。電気庁の資料によると、日本発送電設立後の1939年末の段階では、梓川電力が持つ霞沢発電所（この段階での出力は3万9000キロワット）と沢渡発電所はどちらも日本発送電へ全出力を供給する発電所として扱われている。
1940年代に入ると、既存電気事業者の解体と日本発送電の体制強化・配電事業の国家統制にまで踏み込んだ第二次電力国家管理政策が急速に具体化されていく。1941年（昭和16年）4月に発送電管理強化のための電力管理法施行令改正が実行され、同年8月には配電事業統合を規定する「配電統制令」の施行に至った。このうち第二次電力国家管理における日本発送電への設備出資は1941年10月1日付（第一次出資）と翌1942年（昭和17年）4月1日付（第二次出資）の2度に分割し実施された。今回の出資対象には一部の水力発電所（出力5000キロワット超の水力発電所とそれらに関連する水力発電所）も含まれており、梓川電力も1941年10月分の第一次出資における出資対象事業者に選ばれた。出資対象設備は以下の通りである。
- 発電設備 ： 霞沢発電所・沢渡発電所
- 送電設備 ： 沢渡連絡線（沢渡発電所 - 霞沢変電所間）

第一次出資では、これらの梓川電力の設備のほか東京電灯竜島発電所や京浜電力奈川渡発電所、霞沢変電所 - 竜島発電所間の京浜電力送電線なども出資対象に含まれている。
梓川電力に関する出資設備の評価額は1065万4002円50銭と算定された。これは第一次出資の対象27事業者中17位の金額である。この出資の対価として梓川電力には日本発送電の株式21万3080株（額面50円払込済み、払込総額1065万4000円）と端数分の現金2円50銭が交付された。日本発送電への設備出資実施日と同じ1941年10月1日、梓川電力は臨時株主総会を開き、そこでの決議により解散した。代表清算人は小坂順造が務める。さらにその3か月後の1942年1月14日、臨時株主総会にて親会社長野電気との合併を決議した。契約上の合併期日は1942年3月20日で、合併比率は1対1である。ただし合併相手の長野電気も日本発送電への設備出資や配電事業統合（中部配電への統合）の手続き中であり、出資や梓川電力の合併を終えたのち1942年5月1日付で解散した。
太平洋戦争後の1951年（昭和26年）、電気事業再編成によって日本発送電は解体された。再編成に際し、旧梓川電力の霞沢・沢渡両発電所や周辺の竜島発電所・奈川渡発電所などは中部電力管内の長野県にありながら関東地方を管轄する東京電力へと引き継がれている。

## 年表
- 1923年（大正12年）
  - 6月30日 - 発起人に対し梓川の水利権許可[5]。
- 1924年（大正13年）
  - 12月9日 - 梓川電力株式会社設立。本店所在地長野市大字長野西町571番地、資本金300万円[2]。初代社長小坂順造[8]。
- 1925年（大正14年）
  - 12月5日 - 長野市大字長野西町568番地1へ本店移転[43]。
- 1928年（昭和3年）
  - 12月1日 - 霞沢発電所が運転開始[13]。
- 1929年（昭和4年）
  - 3月29日 - 倍額増資を決議し資本金を600万円とする[13]。
  - 7月4日 - 小坂順造が社長辞任[28]。
- 1931年（昭和6年）
  - 5月20日 - 小坂順造が社長復帰[32]。同時に東京市麹町区丸ノ内2丁目2番地1へ本店移転[44]。
- 1936年（昭和11年）
  - 12月1日 - 沢渡発電所が運転開始[23]。
- 1941年（昭和16年）
  - 10月1日[38] - 日本発送電へと霞沢変電所・沢渡発電所および送電線1路線を出資[26]。臨時株主総会の決議により会社解散[3]。
- 1942年（昭和17年）
  - 1月14日 - 長野電気との合併を決議[39]。